# Budapešťská operace
Budapešťská operace nebo též Bitva o Budapešť byla sovětská útočná operace druhé světové války, v jejímž důsledku padlo hlavní město Maďarského království Budapešť a byla obsazena většina území Maďarska a část jižního Slovenska.

## Politická situace v Maďarsku
Když byla v bitvě u Stalingradu ztracena 2. maďarská armáda, pokleslo nadšení Maďarů z účasti jejich vojsk na východním tažení a v průběhu pokračujících bojů byly postupně stahovány i další jednotky. Od začátku roku 1944 vyjednávali tajně vůdcové horthyovského Maďarska se spojenci o přechodu na jejich stranu. Němci však o tomto věděli, což vyvrcholilo 16. října 1944, kdy zvláštní jednotka pod vedením Otta Skorzenyho zajala syna maďarského regenta Miklosa Horthyho a přinutila tím říšského správce k abdikaci. Horthy a jeho vláda byli vystřídáni radikální fašistickou Stranou šípových křížů, kterou vedl Ferenc Szálasi, a byl vyhlášen Maďarský stát.

## Situace před operací

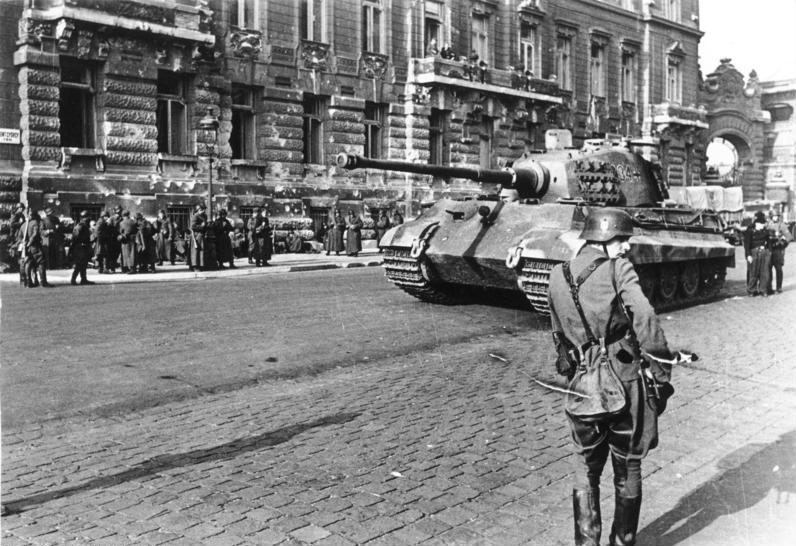
Německé tanky Tiger II v Budapešti

V té době stál proti německým a maďarským jednotkám 2. ukrajinský front Rodiona Malinovského, který byl hlavní silou připravované ofenzívy, a ten se skládal z 5 sovětských a 2 rumunských vševojskových armád, 1 tankové a 1 letecké armády. Měl dohromady 40 střeleckých divizí, 3 tankové, 2 mechanizované, 3 jezdecké sbory a 1 tankovou brigádu. Dohromady asi 470–500 tisíc mužů, 11 tisíc děl a minometů, 710 tanků a samohybných děl a 925 letadel. Všechny tyto jednotky prošly nedávno těžkou debrecínskou operací, kde měly velké ztráty. Jednotky se nacházely na čáře Čop – východní břeh řeky Tisy – město Beiuş. Vojska 3. ukrajinského frontu Fjodora Tolbuchina, které právě dokončily Bělehradskou operaci, začaly vstupovat na maďarské území z jihu. Cílem obou frontů bylo rychlé obsazení Budapešti, čímž by bylo Maďarsko vyřazené z války a byl umožněn následný postup na území Rakouska a Československa. Těmto jednotkám vzdorovala německá Skupina armád Jih, které velel generálplukovník Johannes Frießner. Jeho síly se skládaly z 35 německých divizí, z kterých bylo 9 tankových. Většina z nich byla podobně jako sovětské jednotky poznamenaná předcházejícími boji a neměla plné stavy. Jejich síly doplňovaly zbytky maďarské armády. Celkově měli Němci k dispozici asi 190 000 mužů, kteří měli bránit pevnost Budapešť ve třech liniích obrany.

## Průběh operace

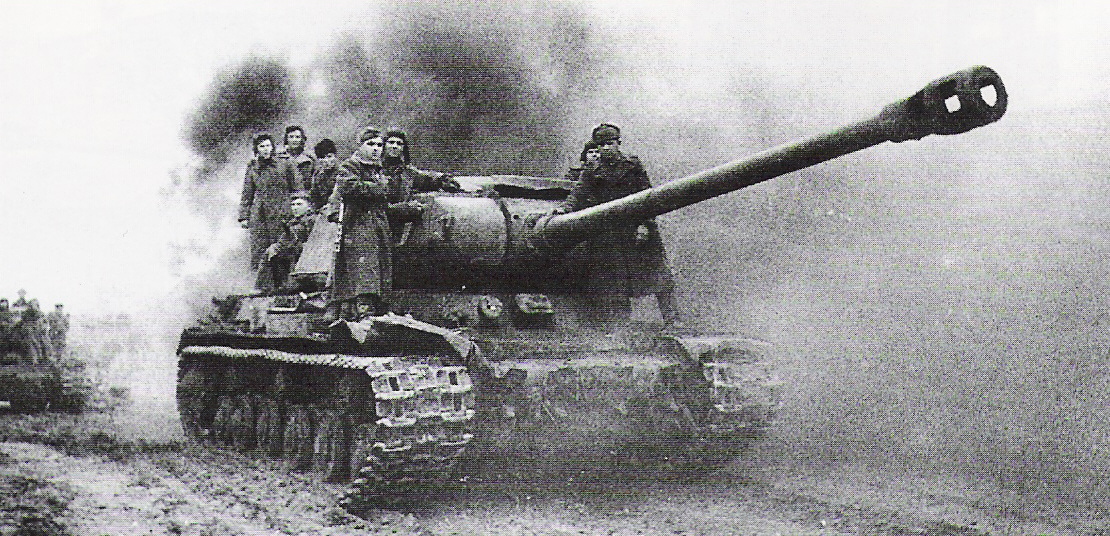
Sovětské tanky IS-2 v Budapešťské operaci

Rudá armáda zahájila útok 29. října 1944 a postupovala do maďarského vnitrozemí ve dvou směrech. Jeden byl vedený 46. armádou s 2. a 4. gardovým mechanizovaným sborem, 7. gardová armáda měla za úkol vést pomocný odlehčující útok severovýchodně od města Szolnoku a získat předmostí na druhém břehu Tisy. Ostatní síly frontu měly postupovat na Miskolc a svým rychlým postupem nedovolit Němcům vybudovat si další linii. 3. ukrajinský front měl zatím soustředit své síly v Banátě a následně proniknout do vnitrozemí přes Dunaj. 2. a 4. gardový mechanizovaný sbor se už 2. listopadu dostal z jihu do blízkosti Budapešti, ale cestu se jim nepodařilo prorazit kvůli posile, kterou sem z okolí Miskolce přesunuli Němci. 7. listopadu dosáhly první sovětské jednotky východní části Budapešti a 11. listopadu zaútočila i další sovětská vojska, která vytlačila Němce od Tisy až k Dunaji. Obrana Budapešti však byla úporná a Rudé armádě se nepodařilo město dobýt z chodu. Začátkem listopadu vyrazil i 3. ukrajinský front, který překročil Dunaj a po měsíci bojů dosáhl Balaton a přiblížil se k městu z jihu. Německé jednotky se ocitly ve výběžku frontu, který byl ze severu, východu i z jihu obklíčen sovětskými jednotkami. Ty však byly probíhajícími těžkými boji vyčerpány a jejich bojová činnost na 10 dnů do 19. prosince ustala. Následujícího dne začal útok, který 26. prosince přerušil spojení Budapešti s Vídní a hlavní město Maďarska s cca 180 tisíci německými a maďarskými vojáky se dostalo do obklíčení. V téže době probíhaly těžké boje i na jižním Slovensku, zejména mezi městy Šahy, Levice a Štúrovo.

## Německé protiútoky
V těžké situaci, ve které se ocitla německá vojska, se Hitler rozhodl vyslat na pomoc městu IV. tankový sbor SS, jehož první útok začal 1. ledna 1945. 20 km před Budapeští však byl tento útok zastaven a Němci byli přinuceni ustoupit. Jiné útoky proběhly 7. ledna, avšak ani ty nebyly úspěšné. Další útok učinil IV. tankový sbor SS 17. ledna, ale ani ten nebyl úspěšný. 20. ledna provedli Němci útok, při kterém se dostali opět na vzdálenost 20 km od Budapešti, ovšem i ten byl zastavený a 28. ledna byli nuceni ustoupit.

## Boje ve městě

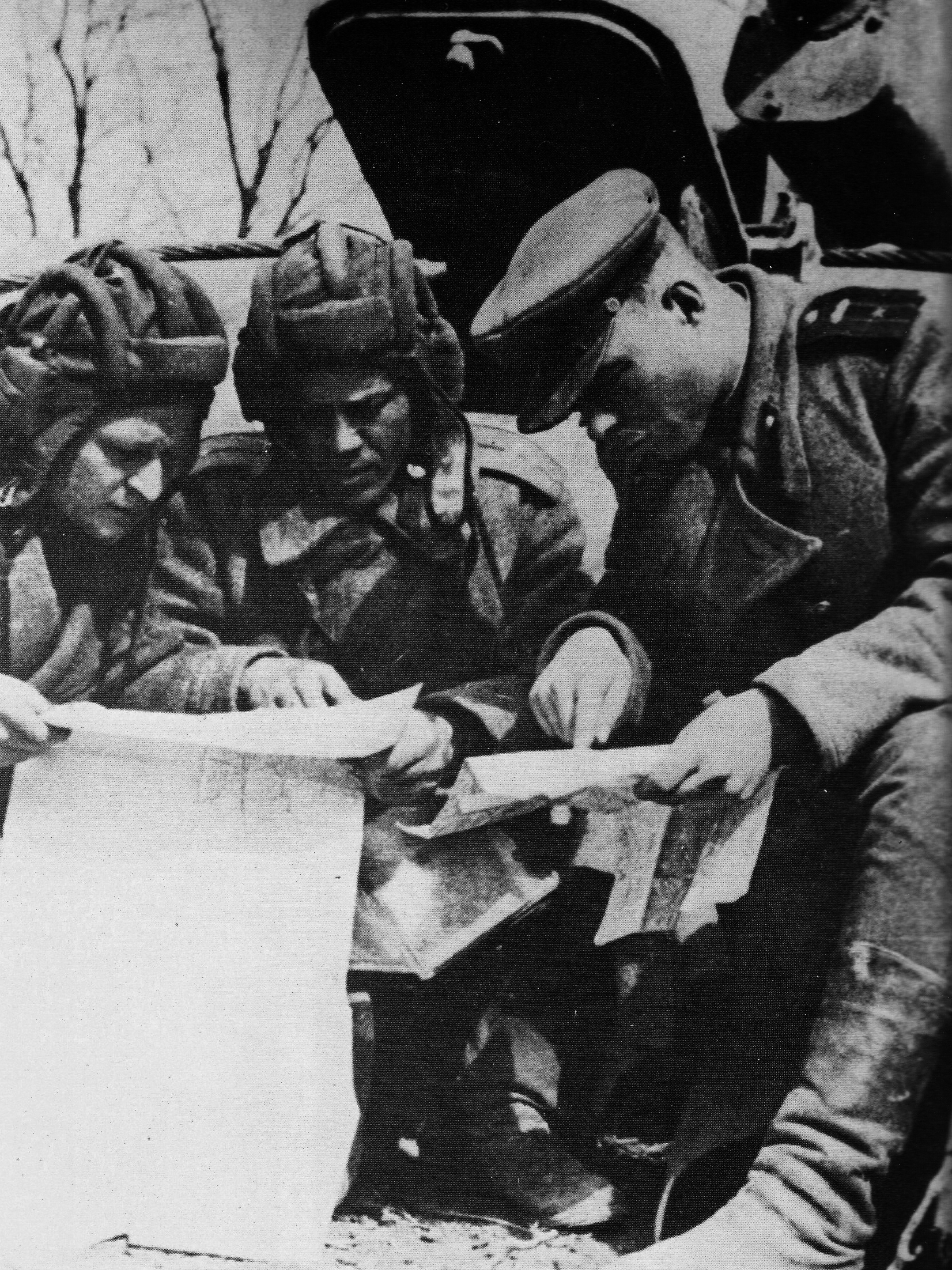
Porada sovětských vojáků v bitvě o Budapešť

29. prosince 1944 vyslaly sovětské jednotky posádce Budapešti parlamentáře (Ostapenko), kteří měli vyjednat kapitulaci města. Ti však byli Němci zajati, mučeni a popraveni. Část sovětských a rumunských vojsk následně za intenzívní letecké a dělostřelecké podpory zaútočila na město. Němcům začaly brzy docházet zásoby a proto se pokoušeli o letecké zásobování prostřednictvím provizorních letišť ve městě. Ta však byla v dosahu sovětského dělostřelectva a další cesta přísunu zásob – řeka Dunaj zamrzla. Civilní obyvatelstvo ve městě tak zůstalo prakticky bez zásob potravin. 17. ledna nařídit Hitler ústup z Pešti, kde se situace stávala neudržitelnou a soustředil se na obranu Budína. Při ústupu, který byl uskutečněn následujícího dne, Němci zničili pět historických mostů přes Dunaj, a to i přes protesty maďarských důstojníků. Nejdůležitější oporou obránců města se stal Budínský hrad dominující okolí. Po získání jižní železniční stanice začali Sověti postup směrem k hradu. Při útoku na něj dne 10. února se vyznamenali příslušníci sovětské námořní pěchoty, kteří pronikli do německých pozic a téměř je rozdělili na dvě skupiny. K sovětským jednotkám se přidala jednotka budapešťských dobrovolníků. 11. února padla obrana vrchu Gellérthegy. V této situaci velitel posádky města SS-Obergruppenführer Karl Pfeffer-Wildenbruch nařídil přes Hitlerovy rozkazy, dle kterých mělo být město bráněno do posledního muže, se pokusit probít z obklíčení. První protiútok z města sovětské jednotky zaskočil a asi 10 tisícům lidem včetně civilistů se podařilo dostat z města do nedalekých lesů. Brutální pouliční boje byly ukončeny 13. února 1945.

## Důsledky bitvy
Bitva o Budapešť si vyžádala obrovské oběti na obou stranách. Rudá armáda utrpěla ztráty mezi 100 000 až 160 000 vojáky. Sověti tvrdili, že v kapse zůstalo 180 000 německých a maďarských vojáků a prohlásili, že zajali na 110 000 těchto vojáků. Nicméně hned po obléhání zajali i tisíce maďarských civilistů a přidali je k počtu válečných zajatců. Bombardování a pouliční boje si vyžádaly i další oběti mezi civilisty. Boje na západě od Budapešti však dále pokračovaly. Hitler se rozhodl, že udeří na oslabené pozice 3. ukrajinského frontu u Balatonu. Jeho tankové jednotky, které nebyly schopné prorazit v útoku přes Ardeny, byly narychlo stáhnuté na východní frontu pro nově připravovanou ofenzívu – Operaci Frühlingserwachen, která byla poslední německou útočnou operací v druhé světové válce. Po likvidaci tohoto nebezpečí pokračoval sovětský postup na Vídeň, Bratislavu, Brno a Štýrský Hradec.